# Eduardo Camavinga
Eduardo Celmi Camavinga (Miconge, 10. studenoga 2002.) francuski je nogometaš koji igra kao vezni igrač. Trenutačno igra za Real Madrid. 

## Osobni život
Camavinga je rođen u izbjegličkom kampu u Micongeu u Angoli 2002. godine. Njegovi roditelji su iz DR Konga. Pobjegli su iz Kinshase. Ima petero braće i sestara. Njegova se obitelj preselila u Fougères, Francuska kada je imao 2 godine. Neko je vrijeme trenirao džudo, prije nego što je odustao od njega kako bi se usredotočio isključivo na nogomet. Godine 2013. godine kuća njegove obitelji izgorjela je u požaru, pri čemu je uništena većina obiteljske imovine. Camavinga je kasnije izjavio da mu je to bio dodatni motiv za nogometnu karijeru.

## Priznanja

### Individualna
- Igrač mjeseca Ligue 1 prema UNFP-u: kolovoz 2019.